# Kolumella (botanika)
Kolumella – element budowy roślin:
1. Kolumella, kolumienka – element wchodzący w skład sporofitu mszaków. Kolumella przechodzi przez środek zarodni, dostarczając substancji pokarmowych rozwijającemu się archesporowi. Sporofit dojrzewając traci zdolność do przeprowadzania fotosyntezy, substancje odżywcze pobierane są przez stopę z gametofitu przenoszone przez setę i jej przedłużenie – kolumellę[1].

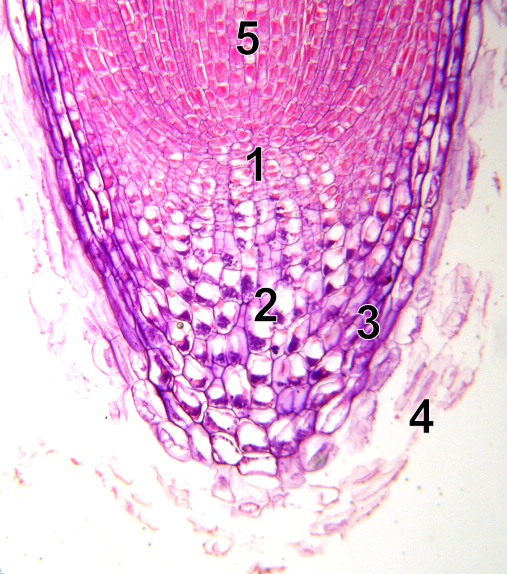
2 – komórki kolumeli korzenia

1. Kolumella, kolumela – przyosiowa część czapeczki korzenia[2]. Komórki kolumelli nie zawierają wakuoli, a jądro komórkowe znajduje się w środkowej lub szczytowej części komórki. W cytoplazmie podstawowej nie występują mikrofilamenty i mikrotubule. Znaczne ilości amyloplastów wypełnianych ziarnami skrobi mogą swobodnie opadać zgodnie z siłą grawitacji. W pobliżu błony komórkowej znajdują się błony siateczki śródplazmatycznej  z licznymi pęcherzykami. Komórki kolumelli odpowiadają za reakcje korzenia na siłę grawitacji – grawitropizm[3].